# 11569 Virgilsmith
11569 Virgilsmith eller 1993 KB2 är en asteroid i huvudbältet som upptäcktes den 27 maj 1993 av de båda amerikanska astronomerna Carolyn S. Shoemaker och David H. Levy vid Palomar-observatoriet. Den är uppkallad efter Virgil Smith.
Asteroiden har en diameter på ungefär 24 kilometer.